# Kifutópálya látási tartománya

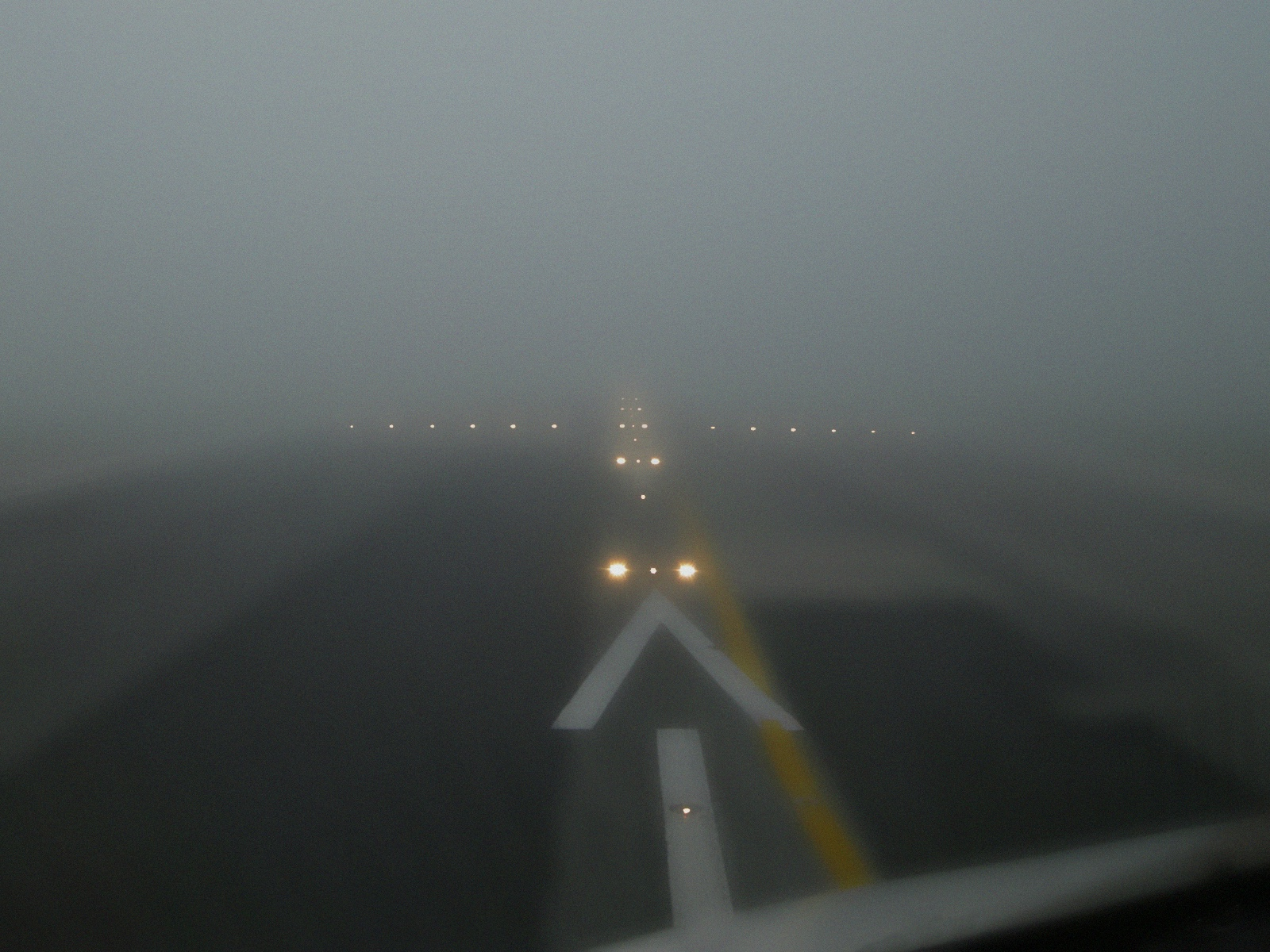
A pilóta szemszögéből nézve ilyen látási viszonyokkal találkozik a lisszaboni repülőtér 21-es futópályáján ködben; a futópálya látótávolsága kb 200 m

A repülésben a futópálya látótávolsági tartománya (angolul Runway visual range, röviden RVR) az a távolság, amelyen át a kifutópálya középvonalán tartózkodó repülőgép pilótája láthatja a futópályát határoló pályafelszíni jelöléseket vagy a futópályát határoló vagy annak középvonalát azonosító fényeket. Az RVR-t általában méterben vagy lábban fejezik ki. Az RVR-t arra használják, hogy meghatározzák a repülőgép pilótái számára a leszállási és felszállási feltételeket, valamint a repülőtéren használt vizuális segédeszközök típusát.

## Mérése
Az RVR-t eredetileg egy személy mérte, vagy úgy, hogy a futópálya fényeit a futópálya küszöbén parkoló jármű tetejéről nézte, vagy úgy, hogy a futópálya egyik oldalán lévő toronyból megtekintette a speciális szögben álló futópályafényeket. A látható fények számát ezután távolságra lehet konvertálni, hogy megkapjuk az RVR-t. Ez az úgynevezett emberi megfigyelő módszer, és továbbra is használható tartalékként.
Manapság a legtöbb repülőtér műszeres futópálya-látótávolságot (IRVR) használ, amelyet szórásmérőknek nevezett eszközökkel mérnek, amelyek egyszerű telepítést tesznek lehetővé, mivel integrált egységek, és egyetlen egységként telepíthetők a futópálya mentén kritikus helyen, vagy transzmisszométerekkel, amelyek a futópálya egyik oldalára, annak széléhez közel telepítve. Általában három transzmisszométer van elhelyezve, egy a futópálya mindkét végén és egy a felezőponton. Az Egyesült Államokban a Forward Scatter RVR-k váltják fel a transzmisszométereket a legtöbb repülőtéren. Az Egyesült Államok Szövetségi Légiközlekedési Hivatala szerint: "Körülbelül 279 RVR-rendszer található a NAS-ban, amelyek közül 242 előre szórásos NG RVR rendszer, 34 pedig régebbi transzmisszométerrendszer."

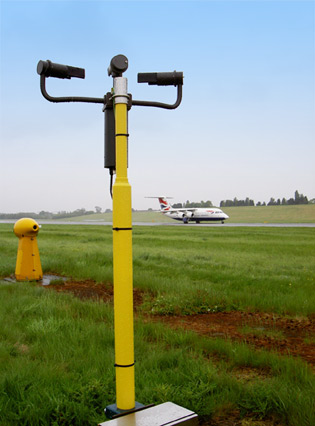
AGVIS FSI típusú szórásmérő
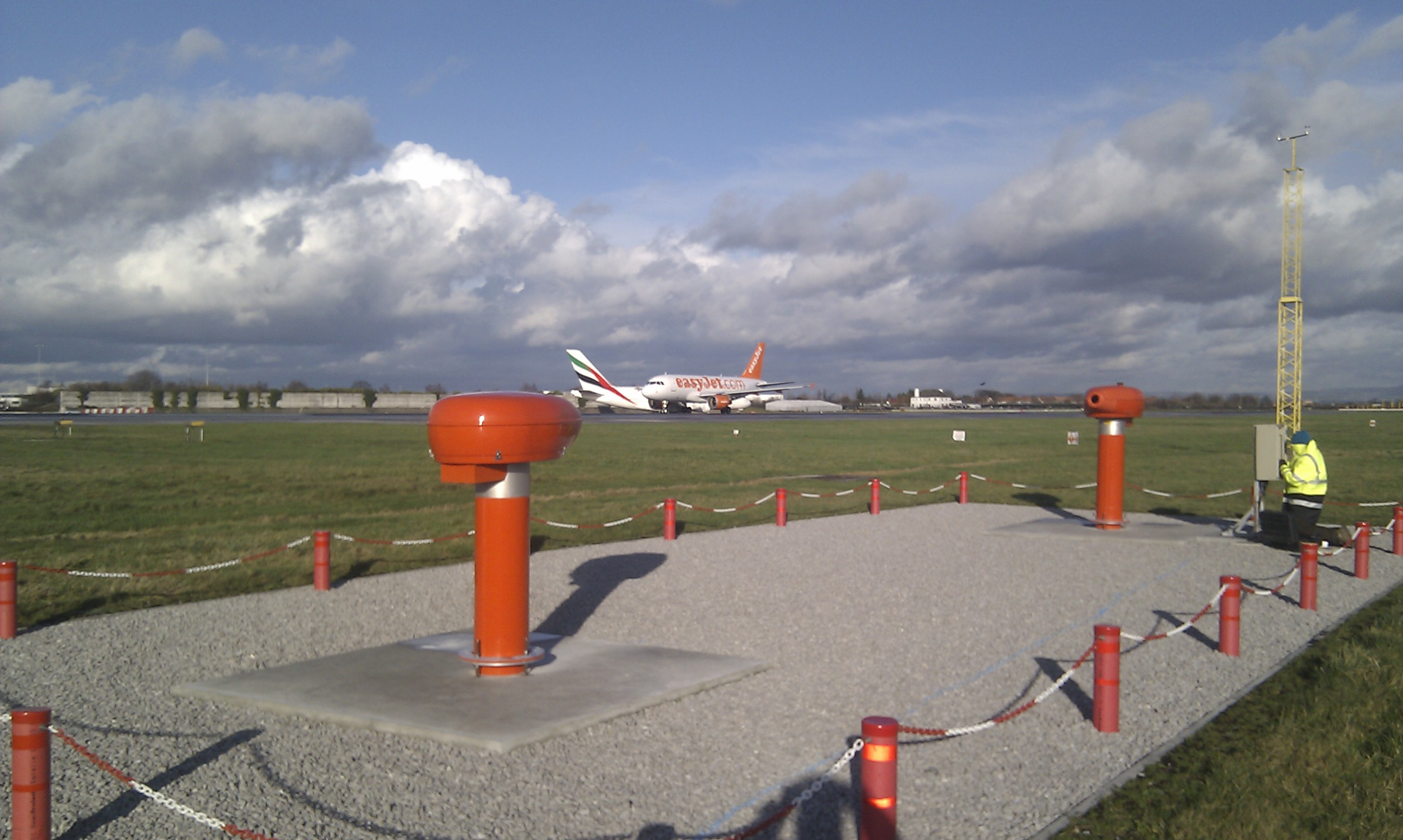
AGIVIS 2000 típusú transzmisszométer

## Adatmegbízhatóság
Mivel az IRVR adatok lokalizált információk, a kapott értékek nem feltétlenül adnak megbízható útmutatást arra vonatkozóan, hogy a pilóta valójában mit is várhat. Ez könnyen kimutatható, ha az elhomályosodás, például a köd változó, ugyanazon fizikai ponton egyidejűleg különböző értékek vonatkozhatnak.
Például egy 2000 m-es futópálya 700, 400 és 900 méteres földet érési, felezőponti és kigurulási IRVR-értékeket jelenthetett volna. Ha a tényleges RVR a földet érési pontban (300 m-re a küszöbtől) 700 m, akkor a pilóta arra számíthat, hogy 700 m-rel távolabb, a futópálya felezőpontjában látja a fényt. Ha a pilóta a felezőpontba gurul, és ugyanazon a légtömegen keresztül néz vissza, akkor látnia kell a fényt a leszállási pontban, de mivel a felezőpont RVR-t 400 m-nek jelzik, egy 700 m-re lévő lámpát kell használni. láthatatlan. Hasonlóképpen, előre tekintve nem látja a fényt a gördülési területen, de a 900 méteres begördülési RVR szerint ott látható a fény, és már az elmúlt 200 méterben.